# Julie Benz
Julie Benz, född 1 maj 1972 i Pittsburgh, Pennsylvania, är en amerikansk skådespelare. Hon är kanske mest känd för rollen Rita i TV-serien Dexter.

## Skådespelarkarriär
Julie Benz åkte konståkning som ung. Hon hade som bäst ranking en 16:e plats i USA. När hon var 18 år fick hon sitt första filmjobb i George A. Romeros Due occhi diabolici. Men hon blev inte särskilt känd och fick i stort sett bara småroller. 1997 fick hon en liten biroll i filmen Livet från den ljusa sidan med Jack Nicholson och det ledde till att hon senare fick större roller. Hon fick samma år rollen som Darla i TV-serien Buffy och vampyrerna, hon hade sökt rollen som Buffy men fick den inte. Darla dog i slutet av den första säsongen men publiken var så nöjd med henne att hon fick en större, återkommande, roll i spinoff-serien Angel. 1999 fick hon en roll i filmen Jawbreaker som Rose McGowans bästa vän. 2006 fick Benz en större biroll i den svenskregisserade filmen Kill Your Darlings.

## Filmografi i urval
- 1990 – Due occhi diabolici
- 1997 – Kärlek och hämnd
- 1997 – Livet från den ljusa sidan
- 1997 – Buffy och vampyrerna (TV-serie) + enstaka avsnitt 1998, 2000
- 1999 – Jawbreaker
- 1999 - Kungen av Queens, avsnitt Train Wreck (gästroll i TV-serie)
- 1999–2000 – Roswell (TV-serie)
- 2000 – Satan's School for Girls (TV-film)
- 2000 – Scary Video
- 2000–2001 – Angel (TV-serie) + enstaka avsnitt 2003, 2004
- 2002 – Taken (TV-serie)
- 2003 – Djungel-George 2
- 2004 - Halo 2 (röst i dataspel)
- 2005 – Lackawanna Blues (TV-film)
- 2005 – Locusts: The 8th Plague (TV-film)
- 2005 – 8MM 2
- 2006 - Supernatural, avsnitt Faith (gästroll i TV-serie)
- 2006 – Kill Your Darlings
- 2006–2010 – Dexter (TV-serie)
- 2008 – Rambo
- 2008 – Saw V
- 2008 – Punisher: War Zone
- 2009 – Boondock Saints II: All Saints Day
- 2010 – Desperate Housewives (TV-serie) (flera avsnitt)
- 2010–2011 – No Ordinary Family (TV-serie)
- 2013–2014 – Defiance (TV-serie)